# Pachysticus tenebrosus
Pachysticus tenebrosus là một loài bọ cánh cứng trong họ Cerambycidae.